# Розанова, Лариса Николаевна
Лариса Николаевна Розанова (Литвинова) (6 декабря 1918 года — 5 октября 1997 года) — советский лётчик, штурман 46-го гвардейского ночного бомбардировочного Таманского Краснознамённого ордена Суворова полка, гвардии капитан. Герой Советского Союза.

## Ранние годы
Лариса Розанова родилась 6 декабря 1918 года в Киеве в семье Николая и Марии Розановых. Украинка. Её отец работал слесарем в авиационной мастерской. Маленькая Лариса часто бывала у него на работе.
После окончания средней школы, устроилась на работу на обувную фабрику и поступила на курсы пилотов Киевского аэроклуба. В 1940 году окончила Херсонскую лётную авиационную школу, выпускавшую лётчиков-инструкторов. Работала лётчиком-инструктором в Феодосийском, а после в Кировском аэроклубе Москвы. Подготовила три группы курсантов к поступлению в лётную школу. И тут началась война.

## Великая Отечественная война
Сразу после начала Великой Отечественной войны Лариса Розанова отправилась в военкомат с прошением отправить её на фронт, но получила отказ. 1 августа 1941 года Московский аэроклуб был эвакуирован в Рязанскую область. Лариса продолжала на новом месте и вновь пыталась получить назначение на фронт. Ей снова было отказано. Лишь в начале октября Розанову и её подруг, вместе подававших заявление, вызвали в Московский совет Осоавиахима. В Москве им стало известно, что известная летчица, Герой Советского Союза, Марина Раскова формирует авиационный женский полк. 15 октября 1941 года Раскова получила приказ срочно эвакуироваться с группой девушек в Энгельс, где формировались женские авиационные полки.
Утром 26 октября 1941 года эшелон с будущими лётчицами прибыл к месту назначения. Личный состав был распределён по группам для боевой учёбы. Групп было четыре: лётчиков, штурманов, механиков и вооруженцев. Лариса Розанова попала в группу штурманов. Туда зачисляли девушек с законченным средним и неоконченным высшим образованием. А у Ларисы в активе было ещё и окончание лётной школы со штурманским уклоном. Тогда это было редкостью — подготовленных штурманов-женщин в стране почти не было. Но Розанова хотела быть лётчицей и трижды подавала рапорт с просьбой о переводе в другую группу. После третьего обращения состоялся её разговор с Мариной Расковой, после которого Лариса изменила своё мнение и продолжила учёбу на штурмана. Обычно теоретический курс преподавался в военных авиационных училищах три года, сейчас девушкам отводилось на изучение программы три месяца. По окончании курсов при школе Ларису назначили штурманом эскадрильи.
27 мая 1942 года в составе полка Розанова Лариса прибыла на фронт. В первом боевом вылете брали участие два экипажа: командир полка Бершанская со штурманом Бурзаевой вылетела первой. За ней — командир эскадрильи Серафима Амосова со штурманом Розановой.

Первый боевой вылет прошёл удачно. Бершанская пересекла линию фронта, попала в сетку прожекторов, маневрируя, вышла на цель, сбросила бомбы, видела взрыв. Задание выполнено.
Полет Амосовой и Розановой проходил сложнее. Они точно рассчитали, когда должны быть над целью. Представляли себе, что тут обязательно раздастся грохот орудий, что их самолёт встретят огнём. Но странно… По расчёту времени самолёт должен быть над целью, а все спокойно.
— Давай вернемся на контрольный пункт, — предложила Розанова. — Сделаем ещё один заход! Времени до рассвета много.

Вернулись обратно и снова полетели к цели. Целью была шахта, где размещался штаб противника. Вот эта шахта, вот изгиб дороги, железнодорожное полотно. И снова тишина внизу спутала все карты. Решили сделать третий заход и только тогда сбросили бомбы — прямо над целью. Раздался взрыв, взметнулось пламя: начался пожар.— Магид А. С. Гвардейский Таманский авиационный полк.
Так был открыт боевой счёт первой эскадрильи. Розанова летала над Северным Кавказом, Ставропольщиной, Кубанью, Новороссийском. В июле 1942 года лётчица стала членом ВКП(б). Партийный билет девушке вручили в станице Ольгинской, неподалёку от Ростова-на-Дону, где до войны жила её мать.
В декабре 1942 года Розанова была назначена командиром звена.
В апреле 1943 года Лариса Розанова отправилась в Армавир, который находился в прифронтовом тылу. Было необходимо срочно перегнать самолёт в полевые авиаремонтные мастерские: машина была очень изношена. Там Лариса встретила своего будущего мужа — капитана Илью Литвинова.
С марта по сентябрь полк принимал участие в наступательных операциях по прорыву оборонительной линии противника «Голубая линия» на Таманском полуострове и участвовал в освобождении Новороссийска. Самый тяжёлый бой произошёл 1 августа 1943 года. Тогда на базу не вернулось сразу четыре экипажа. Лариса Розанова вместе со своим новым штурманом Надей Студилиной вернулась. А позже они узнали, что той ночью на цель удалось выйти и отбомбить только их экипажу…
В ноябре 1943 года начались бои за Керченский полуостров. Особыми были задания по оказанию помощи морскому десанту при высадке в посёлке Эльтиген. Полк выполнял задания по освобождению Крыма и Севастополя.
В ночь на 24 декабря 1943 года в самолёт экипажа Розановой — Марии Ольховской попал осколок снаряда. Машина стала терять высоту. Но девушкам удалось посадить подбитый самолёт в районе, где располагался один из советских инженерно-строительных батальонов.
После гибели Евгении Рудневой в апреле 1944 года Розанова была назначена штурманом полка.
Принимала участие в операциях по освобождению Белоруссии, Польши, Германии. За годы войны Лариса Розанова совершила 816 боевых вылетов.
С апреля 1945 года Лариса Николаевна — в запасе.

## Жизнь после войны
Вскоре после окончания войны Лариса Розанова вышла замуж за капитана Илью Литвинова, с которым познакомилась на фронте. Взяла его фамилию. Супруги жили в Москве. До 1979 года Лариса Литвинова работала старшим инженером ВНИИ источников тока.
Скончалась 5 октября 1997 года на семьдесят девятом году жизни. Похоронена на Николо-Архангельском кладбище.

## Награды
- Литвиновой Ларисе Николаевне присвоено звание Героя Советского Союза с вручением ордена Ленина и медали «Золотая Звезда» (указ Президиума Верховного Совета СССР от 23 февраля 1948 года за проявленное мужество и отличное выполнение заданий командования):
  - медаль «Золотая Звезда» (№ 8299),
  - орден Ленина.
- Орден Ленина.
- Два Ордена Красного Знамени.
- Два Ордена Отечественной войны 1-й степени.
- Орден Красной Звезды.
- Медали.

## Сочинения
- «Улица Татьяны Макаровой». М., 1976.
- «Летят сквозь годы». — М. : Воениздат, 1983. — 160 с.